# Динамические аналогии
Динамические аналогии - это метод представления явлений физического мира, обычно называемых "исходной системой", с помощью другой, более понятной, обычно называемой "анализируемой системой". Метод основан на сходстве дифференциальных уравнений исходной и анализируемой систем.
Метод динамических аналогий впервые был предложен Гарри Ф. Ольсоном в книге "Динамические аналогии", вышедшей в свет в 1943 году. Книга явилась результатом передовых работ по акустике. В ней приведены аналогии между элементами механических (линейных и вращающихся), акустических и электрических систем. Было предложено анализировать акустические и механические системы путём преобразования их к электрическим аналогам. Анализировать исходную механическую или акустическую систему с несколькими степенями свободы путём решения дифференциальных уравнений весьма трудоемко, а после преобразования к электрическому аналогу, ее можно легко проанализировать методами электротехники.

## Таблица соответствий
|                             | Электрические |                                     |                                             | Механические линейные |             |                            | Механические вращающиеся |             |                            | Акустические |             | Экономические           |
| --------------------------- | ------------- | ----------------------------------- | ------------------------------------------- | --------------------- | ----------- | -------------------------- | ------------------------ | ----------- | -------------------------- | ------------ | ----------- | ----------------------- |
| Величина                    | Символ        | Размерность                         | Величина                                    | Символ                | Размерность | Величина                   | Символ                   | Размерность | Величина                   | Символ       | Размерность |                         |
| Ток                         | i             |                                     | Линейная скорость                           | v                     |             | Угловая скорость           |                          |             | Объемная скорость          |              |             |                         |
| ЭДС                         | e             | {\displaystyle {\frac {Lq}{t^{2}}}} | Сила                                        | F                     |             | Крутящий момент            | M                        |             | Звуковое давление          | P            |             |                         |
| Электрическое сопротивление | re            |                                     | Механическое сопротивление                  |                       |             | Вращательное сопротивление |                          |             | Акустическое сопротивление | ra           |             | Resistance to consume   |
| Электрическая емкость       | CE            | t2/L                                | Эластичность (величина, обратная упругости) |                       |             | Эластичность               |                          |             | Акустическая емкость       | CA           |             | Savings(Credit)         |
| Энергия                     | WE            | Lq2t-2,                             | .                                           |                       |             |                            |                          |             |                            |              |             | Output                  |
| Мощность                    | PE            |                                     | Мощность                                    |                       |             |                            |                          |             |                            |              |             | Production(Consumption) |

## Примеры динамических аналогий
- Резонатор Гельмгольца может быть представлен в виде колебательного контура, емкость конденсатора в котором определяется объемом резонатора, а индуктивность и сопротивление - длиной и сечением трубки-звуковода.
- Звуковод, если его длина значительно меньше длины волны, может быть представлен в виде последовательно соединенных катушки индуктивности и резистора
- В рамках электротепловой аналогии расчёт тепловых процессов сводится к расчёту электрических цепей